# Estación de Senhora da Hora
Senhora da Hora es una estación ferroviaria que se sitúa en Portugal, en la Avenida Fabril do Norte, en la ciudad y parroquias de Senhora da Hora, municipio de Matosinhos.

## Pasado - El Comboi
Estaba integrada desde 1875 en la Línea de Porto a Póvoa y Famalicão (“Línea de Póvoa”)
. Algunos años más tarde ganaría una elevada importancia en el aspecto ferroviario, al transformarse en el enlace de la Línea de Póvoa con la Línea de Famalicão, a donde llegará en 1881. En 1884 surge también una nueva línea, el Ramal de Matosinhos, que unía las canteras de S. Gens a Matosinhos para transporte de la piedra usada en la construcción del puerto artificial de Leixões; este ramal iba a ser utilizado también para el transporte de pasajeros hasta 1965.
El 28 de abril de 2001 el tramo de ferrocarril entre Trindade y Senhora da Hora así como el edificio principal de la estación cerraron al público, (siendo la estación trasladada 50 metros al norte al lugar donde se sitúa actualmente en la entrada del túnel de transporte), para reconversión en ancho internacional para la futura explotación a cargo del Metro de Porto. El resto del trazado (líneas de CP a Póvoa de Varzim y a Guimarães), también fue entregado a la misma empresa, siendo cerrado el 23 de febrero de 2002.

## Presente - El metro de Porto
Ya en el siglo XXI, entre 2001 y 2002, la estación fue remodelada y se transformó en una de las principales estaciones del Metro de Porto; en el edificio principal fueron colocados la Loja Andante, en las antiguas taquillas y una sala de máquinas y una sala de convivencia y descanso para maquinistas, en el resto del edificio. El viejo cobertizo de madera de las mercancías se incendió en marzo de 2007.
La actual estación de metro se encuentra a 250 metros del antiguo edificio, teniendo tres vías de circulación y dos pequeños y obsoletos refugios. Es una de las diez estaciones más frecuentadas de la red de metro. Está prevista la colocación de una cobertura transparente sobre los actuales muelles de embarque y la posibilidad del soterramiento de la estación.
Actualmente es servida por cinco líneas de metropolitano: las Líneas A,B,C,Y y F. Siendo la línea F la que tiene en esta estación su término norte.
- Línea A Señor de Matosinhos - Estádio del Dragão
- Línea B Póvoa de Varzim - Estádio del Dragão
- Línea C Ismai - Campanhã
- Línea Y Aeropuerto - Estádio del Dragão
- Línea F Senhora da Hora - Fânzeres

## AutobusesSTCP
Líneas que pasan por esta estación:
- <forma color=yellow>506</forma> Hospital S. Juán «» Matosinhos (Mercado)

- Wikimedia Commons alberga una categoría multimedia sobre la Estación de Senhora da Hora.

### Fotos de la Estación de Srª da Hora
- Desvío de la Línea de Póvoa al Ramal de Matosinhos
- (izquierda) Acceso a las canteras de Su Gens y (derecha) acceso a la estación de Srª da Hora en la dirección de Trindade.
- Estación de Senhora da Hora
- Estación en 2001 (enlace roto disponible en Internet Archive; véase el historial, la primera versión y la última).
- Cobertizo desaparecido en 2007 (enlace roto disponible en Internet Archive; véase el historial, la primera versión y la última).
- Estación en 2001 (enlace roto disponible en Internet Archive; véase el historial, la primera versión y la última).
- Estación y automotor al fondo (enlace roto disponible en Internet Archive; véase el historial, la primera versión y la última).
- Comboi viniendo de Matosinhos en Srª da Hora (enlace roto disponible en Internet Archive; véase el historial, la primera versión y la última).
- Comboi de Matosinhos en Senhora da Hora (enlace roto disponible en Internet Archive; véase el historial, la primera versión y la última).

- Datos: Q3179621
- Multimedia: Senhora da Hora train station / Q3179621